# Erebia moerens
Erebia moerens är en fjärilsart som beskrevs av John Obadiah Westwood 1851. Erebia moerens ingår i släktet Erebia och familjen praktfjärilar. Inga underarter finns listade i Catalogue of Life.